# Tucher
Tucher (o Ducher) è una famiglia tedesca di costruttori di strumenti scientifici.

## Storia
Con il nome Tucher (o Ducher) sono noti vari membri di una famiglia di costruttori, attiva a Norimberga dal 1537 al 1632, città di cui divennero patrizi.
Si ebbero tre costruttori con il nome Hans Tucher, che fabbricarono orologi solari in avorio e furono tra i più importanti artefici dell'epoca: Hans I divenne maestro nel 1537 e morì nel 1550; Hans II divenne maestro nel 1557 e morì nel 1615; Hans III nacque nel 1547, divenne maestro nel 1570 e morì nel 1632. Gli strumenti da loro prodotti sono firmati "Ducher".